# クスミ
クスミ（2月25日 - ）は、日本の漫画家、イラストレーター、同人作家。女性（既婚）。大阪府出身。兵庫県神戸市在住。前のペンネームは楠見らんま。2019年4月9日に改名を発表した。

## 経歴・人物
雑誌『ファンロード』などへの投稿を経て、1990年代半ばに商業デビュー。明るい絵柄が特徴で、元気なキャラが活躍するギャグ／コメディ作品を得意とする。4コマ漫画にも定評あり。また、カードゲームなどのイラストも手掛けている。参加した商業アンソロジーコミックは250冊超（2012年時点）。参加アンソロジーの題材は美少女ゲームから時代物まで、その幅は極めて広い。
オリジナルでは、猫耳の女の子を好んで描く。猫耳のみならず、猫自体にも思い入れが強く、本人のブログなどにも頻繁に猫の話題が登場する。
また、サークル「猫丸印」（夏冬のコミケでは「猫が行く」）名義で同人活動も行っている。活動ジャンルは、主にオリジナル（創作）だが、その時々に興味を惹かれた作品（ゲームやアニメ）などの二次創作を行うこともある。
趣味は食べ歩き。特に、紅茶やスコーンに関しては一家言を持つ。お笑いの大ファンでもあり、劇場にも頻繁に足を運ぶ。夢路いとし・喜味こいしから天竺鼠まで、好きな芸人は多数。吉本新喜劇に関しては、幼少時より毎週欠かさずテレビ放送を観ているほどのファンである。夫は大阪学院大学教授で社会思想史・日本近世史学者の森田健司。楠見が森田の出演情報についてツイートすることがあるほか、『うぱ子はじめました。』の作中に出てくるブログ「うぱ子ブログ」の管理人でもある。

## 作品リスト
パロディ・原作付き作品についてはタイトル末に☆印を記す

### 連載作品
- ちびっと! （2006年11月号 - 2008年8月号・まんがタイムきららMAX・芳文社）
- ラストバレットコミカライズ （2009年5月号 - 7月号・電撃マ王・アスキーメディアワークス）☆
- みちるダイナマイト! （2009年10月号 - 2010年6月号・まんがタイムジャンボ・芳文社）
- アイテムBOX （2005年1月号 - 2012年6月号・チャンピオンRED・秋田書店） - ゲーム作品紹介漫画、原則毎回3本掲載
- いとをかし 全3巻（2010年2月号・2010年5月号 - 2014年12月号・まんがくらぶオリジナル・竹書房） - 2010年2月号掲載分は読み切り
- うぱ子はじめました。 （2015年4月号 - 2017年11月号・本当にあった笑える話Pinky・ぶんか社） - 2015年4月号 - 6月号はゲスト掲載
- センセイのジジョウ 全2巻（Vol.86 - Vol.88・Vol.90 - Vol.117・主任がゆく！スペシャル・ぶんか社） - Vol.86 - Vol.88はゲスト掲載
- いねむり長屋の猫貸くろ （2016年11月 - 2018年1月・ねこねこ横丁・ホーム社） - ウェブ連載
- その恋よきにはからえ! （2019年11月 - 2021年・コミッククリエイト!・講談社） - ウェブ連載
- TSしちゃったからスパチャ暮らし求めてVRゲームの実況者になります （2023年 - 2024年・宙出版） - ウェブ連載

### 読み切り作品
- めがちゅ! コミカライズ （2006年・チャンピオンRED いちご VOL.1・秋田書店）☆
- MAIL CAT COMPANY （2007年・チャンピオンRED 2007年8月号・秋田書店）
- FairlyLife コミカライズ （2008年・チャンピオンRED いちご VOL. 10・秋田書店）☆
- 創刊! コミック アース・スター編集部 （2010年・コミック アース・スター 創刊準備号・アース・スター エンターテイメント）☆
- シュウカツ! （コミックフラッパー・メディアファクトリー）
  1. 2011年2月号
  2. 2011年5月号
  3. 2011年7月号
- 粉もんうまいもん! （本当にあった笑える話Pinky・ぶんか社）
  1. 2018年4月号
  2. 2018年5月号
  3. 2018年6月号
- ダンナさんは大学教授（まんがタウン・双葉社）
  1. 2019年6月号
  2. 2019年7月号

### 単行本（オリジナル）
- 猫が行く! （1996年9月・ラポート） ISBN 978-4-89799-224-2
  1. （2004年6月・宙出版） ISBN 978-4-7767-1324-1
  2. （2004年7月・宙出版） ISBN 978-4-7767-1362-3
- ちびっと! （2011年12月・エンターブレイン） ISBN 978-4-04-727815-8
- みちるダイナマイト! （2012年1月・エンターブレイン） ISBN 978-4-04-727865-3
- いとをかし 1 （2012年5月・竹書房） ISBN 978-4-8124-7783-0
- いとをかし 2 （2013年5月・竹書房） ISBN 978-4-8124-8186-8
- いとをかし 3 （2014年12月・竹書房） ISBN 978-4-8019-5062-7
- ウーパールーパーにっき うぱ子はじめました。  （2015年10月・ぶんか社） ISBN 978-4-8211-4423-5
- センセイのジジョウ  （2017年4月・ぶんか社） ISBN 978-4-8211-3413-7
- ウーパールーパーにっき うぱ子はじめました。 2 （2018年1月・本当にあった笑える話・ぶんか社） ASIN B078YMX2B1 ＊電子書籍のみ
- センセイのジジョウ 2 （2018年1月・主任がゆく！スペシャル・ぶんか社） ASIN B078YMV228  ＊電子書籍のみ
- いねむり長屋の猫貸くろ （2018年11月・マーガレットコミックスDIGITAL・集英社） ASIN B07K45YTGQ ＊電子書籍のみ

### 単行本（パロディ・原作付き）
- かの缶 （2003年12月・宙出版） ISBN 978-4-7767-1178-0
- MOON TARTE （2004年11月・宙出版） ISBN 978-4-7767-1442-2
- KNIGHT GAME （2006年7月・宙出版） ISBN 978-4-7767-1985-4
- TSしちゃったからスパチャ暮らし求めてVRゲームの実況者になります （2024年・宙出版） ASIN B0CV3RVC4B ＊電子書籍のみ

### 参加アンソロジーコミック（オリジナル）
- うちの猫 〜猫アンソロジ〜（ラポート）
  1. 1998年12月 ISBN 978-4-89799-315-7
  2. 1999年2月 ISBN 978-4-89799-323-2
  3. 1999年5月 ISBN 978-4-89799-329-4
- でぶねこ （2000年5月・祥伝社） ISBN 978-4-396-76223-0
- メイドのお時間―もえキャラオリジナルアンソロジ― （2004年8月・宙出版） ISBN 978-4-7767-1372-2
- みみっ娘らんど―もえキャラオリジナルアンソロジ― （2004年9月・宙出版） ISBN 978-4-7767-1395-1
- ぴゅあぴゅあメイドさん―もえキャラオリジナルアンソロジ― （2004年10月・宙出版） ISBN 978-4-7767-1435-4
- ちっちゃいこぱらだいす―もえキャラオリジナルアンソロジ― （2004年10月・宙出版） ISBN 978-4-7767-1413-2
- もえふんどしスペシャル一本締め―もえキャラオリジナルアンソロジ― （2004年11月・宙出版） ISBN 978-4-7767-1444-6
- はっぴー腐女子 （2007年10月・ホビージャパン） ISBN 978-4-89425-614-9
- らっきー腐女子 （2008年1月・ホビージャパン） ISBN 978-4-89425-653-8
- おたケッコン （2008年3月・エンターブレイン） ISBN 978-4-7577-4189-8
- にこにこ腐女子 （2008年5月・ホビージャパン） ISBN 978-4-89425-709-2
- おたケッコン 2 （2008年7月・エンターブレイン） ISBN 978-4-7577-4340-3
- 腐女子 恋愛説明書  （2008年12月・ホビージャパン） ISBN 978-4-89425-793-1
- comic リリィ Vol. 2  （2009年12月・ライスリバー） ISBN 978-4-904788-01-1
- comic リリィ PLUS Vol. 2 （2010年6月・ライスリバー） ISBN 978-4-904788-08-0
- もじょまんが。 ―喪女を愛でる本― （2011年2月・エンターブレイン） ISBN 978-4-04-726886-9
- アース・スター コミックス けものぐみ （2012年3月・アース・スター コミックス） ISBN 978-4-8030-0314-7
- 僕らが格闘ゲームに夢中だった頃 （2013年12月・KADOKAWA） ISBN 978-4-04-729392-2

### 参加アンソロジーコミック（パロディ）
<1997年>
- Let'sナデシコ 1 （1997年7月・ラポート） ISBN 978-4-89799-257-0
- 悠久幻想曲 公式コミックファンブック 1 （1997年9月・角川（主婦の友）） ISBN 978-4-07-306880-8
- 悠久幻想曲 公式コミックファンブック 1 （1997年9月・角川（主婦の友）） ISBN 978-4-07-307046-7

<1998年>
- ナデシコでいこう 5 （1998年1月・ラポート） ISBN 978-4-89799-277-8
- ナデシコでいこう 7 （1998年3月・ラポート） ISBN 978-4-89799-282-2
- トゥルー・ラブストーリー ゲームコミック  （1998年4月・ラポート） ISBN 978-4-89799-286-0
- ナデシコでいこう 9 （1998年5月・ラポート） ISBN 978-4-89799-301-0
- ナデシコでいこう 11 （1998年7月・ラポート） ISBN 978-4-89799-304-1
- ナデシコでいこう 12 （1998年8月・ラポート） ISBN 978-4-89799-308-9
- ナデシコEXコミック （1998年10月・ムービック） ISBN 978-4-89601-406-8

<2000年>
- 悠久幻想曲3 パーペチュアルブルー 公式コミックファンブック Side：A （2000年1月・角川（メディアワークス）） ISBN 978-4-8402-1463-6
- 悠久幻想曲3 パーペチュアルブルー 公式コミックファンブック Side：B （2000年2月・角川（メディアワークス）） ISBN 978-4-8402-1470-4

<2001年>
- Kanon （2001年4月・宙出版） ISBN 978-4-87287-503-4
- 顔のない月 （2001年5月・宙出版） ISBN 978-4-87287-512-6
- Kanon 2 （2001年5月・宙出版） ISBN 978-4-87287-510-2
- Kanon 3 （2001年6月・宙出版） ISBN 978-4-87287-520-1
- AIR 2 （2001年6月・宙出版） ISBN 978-4-87287-521-8
- Kanon 4 （2001年7月・宙出版） ISBN 978-4-87287-531-7
- Kanon 5 （2001年8月・宙出版） ISBN 978-4-87287-543-0
- こみっくパーティー　ANTHOLOGY （2001年10月・ブロッコリー） ISBN 978-4-7897-1754-0
- Kanon 8 （2001年11月・宙出版） ISBN 978-4-87287-585-0
- Kanon 9 （2001年12月・宙出版） ISBN 978-4-87287-600-0

<2002年>
- Kanon 10 （2002年1月・宙出版） ISBN 978-4-87287-621-5
- 月姫 （2002年1月・宙出版） ISBN 978-4-87287-624-6
- Kanon 11 （2002年2月・宙出版） ISBN 978-4-87287-634-5
- Kanon 12 （2002年3月・宙出版） ISBN 978-4-87287-646-8
- 月姫 2 （2002年3月・宙出版） ISBN 978-4-87287-644-4
- ToHeart 3 （2002年4月・宙出版） ISBN 978-4-87287-658-1
- Kanon 14 （2002年6月・宙出版） ISBN 978-4-87287-684-0
- 君が望む永遠 アンソロジーコミック 1 （2002年6月・エンターブレイン） ISBN 978-4-7577-0909-6
- 君が望む永遠 アンソロジーコミック 2 （2002年7月・エンターブレイン） ISBN 978-4-7577-0946-1
- ハートフル4コマ Kanon （2002年7月・宙出版） ISBN 978-4-87287-700-7
- Kanon 15 （2002年8月・宙出版） ISBN 978-4-87287-709-0
- Piaキャロットへようこそ!! 3 アンソロジーコミック 1 （2002年8月・エンターブレイン） ISBN 978-4-7577-0970-6
- ゲームコミック月姫 （2002年11月・ラポート） ISBN 978-4-89799-464-2
- ハートフル4コマ Kanon 2 （2002年11月・宙出版） ISBN 978-4-87287-754-0
- Kanon 16 （2002年12月・宙出版） ISBN 978-4-87287-771-7
- ハートフル4コマ こみっくパーティー 2 （2002年12月・宙出版） ISBN 978-4-87287-769-4

<2003年>
- ゲームコミック月姫 2 （2003年1月・ラポート） ISBN 978-4-89799-466-6
- ONE〜輝く季節へ〜  （2003年2月・宙出版） ISBN 978-4-7767-1002-8
- ゲームコミック月姫 3 （2003年3月・ラポート） ISBN 978-4-89799-470-3
- SNOW  （2003年3月・宙出版） ISBN 978-4-7767-1666-2
- Piaキャロットへようこそ!! 1-2-3 アンソロジーコミック （2003年3月・エンターブレイン） ISBN 978-4-7577-1390-1
- Kanon 17 （2003年5月・宙出版） ISBN 978-4-7767-1051-6
- 月姫 6 （2003年4月・宙出版） ISBN 978-4-7767-1032-5
- Kanon 18 （2003年7月・宙出版） ISBN 978-4-7767-1084-4
- Kanon〜天使がみる夢 あゆ編〜（2003年8月・宙出版） ISBN 978-4-7767-1102-5
- MELTY BLOOD 5 （2003年12月・宙出版） ISBN 978-4-7767-1180-3

<2004年>
- マジキュー4コマ Kanon （2007年1月・エンターブレイン） ISBN 978-4-7577-3335-0
- 月姫 8 （2004年2月・宙出版） ISBN 978-4-7767-1221-3
- MELTY BLOOD 6 （2004年2月・宙出版） ISBN 978-4-7767-1222-0
- MELTY BLOOD 7 （2004年3月・宙出版） ISBN 978-4-7767-1238-1
- 月姫 9 （2004年4月・宙出版） ISBN 978-4-7767-1265-7
- ハートフル4コマ Kanon 3 （2003年4月・宙出版） ISBN 978-4-7767-1035-6
- うたわれるもの 5 （2004年5月・宙出版） ISBN 978-4-7767-1286-2
- 新選組近藤くん （2004年5月・学習研究社） ISBN 978-4-05-603515-5
- Pinky：st. （2004年5月・宙出版） ISBN 978-4-7767-1290-9
- Fate/stay night 2 （2004年5月・宙出版） ISBN 978-4-7767-1287-9
- MELTY BLOOD 8 （2004年5月・宙出版） ISBN 978-4-7767-1180-3
- CLANNAD （2004年6月・宙出版） ISBN 978-4-7767-1307-4
- CLANNAD アンソロジーコミック 1 （2004年6月・エンターブレイン） ISBN 978-4-7577-1954-5
- 月姫 10 （2004年6月・宙出版） ISBN 978-4-7767-1308-1
- ToHeart memories （2004年6月・宙出版） ISBN 978-4-7767-1326-5
- Pinky：st. 2 （2004年7月・宙出版） ISBN 978-4-7767-1361-6
- Fate/stay night 3 （2004年7月・宙出版） ISBN 978-4-7767-1332-6
- MELTY BLOOD 9 （2004年7月・宙出版） ISBN 978-4-7767-1335-7
- リアライズ  （2004年7月・宙出版） ISBN 978-4-7767-1336-4
- CLANNAD アンソロジーコミック 2 （2004年8月・エンターブレイン） ISBN 978-4-7577-1977-4
- 大番長  （2004年8月・宙出版） ISBN 978-4-7767-1367-8
- 月姫 11 （2004年8月・宙出版） ISBN 978-4-7767-1366-1
- ギャラクシーエンジェル コミックアンソロジー エンジェルフルコース Vol.1 （2004年9月・ブロッコリー） ISBN 978-4-86176-007-5
- CLANNAD 2 （2004年9月・宙出版） ISBN 978-4-7767-1391-3
- CLANNAD コミックアラカルト 1 （2004年9月・角川書店） ISBN 978-4-04-853776-6
- SHUFFLE!  （2004年9月・宙出版） ISBN 978-4-7767-1289-3
- Fate/stay night 4 （2004年9月・宙出版） ISBN 978-4-7767-1390-6
- アルルゥとあそぼ!!  （2004年10月・宙出版） ISBN 978-4-7767-1410-1
- CLANNAD 3 （2004年10月・宙出版） ISBN 978-4-7767-1409-5
- 月姫 12 （2004年10月・宙出版） ISBN 978-4-7767-1408-8
- CLANNAD コミックアラカルト 2 （2004年12月・角川書店） ISBN 978-4-04-853790-2
- ひぐらしのなく頃に （2004年12月・宙出版） ISBN 978-4-776-71512-2
- MELTY BLOOD 11 （2004年12月・宙出版） ISBN 978-4-7767-1482-8

<2005年>
- CLANNAD コミックアンソロジー Another Symphony （2005年1月・ジャイブ） ISBN 978-4-86176-078-5
- DearS 公式コミックファンブック （2005年2月・角川（メディアワークス）） ISBN 978-4-8402-2980-7
- ひぐらしのなく頃に 〜the second case〜 （2005年2月・宙出版） ISBN 978-4-7767-1545-0
- MELTY BLOOD 12 （2005年2月・宙出版） ISBN 978-4-7767-1554-2
- AIR 3 （2005年3月・宙出版） ISBN 978-4-7767-1580-1
- D.C.〜ダ・カーポ〜　キャラクターコミック Ver.白河ことり （2005年3月・ブロッコリー） ISBN 978-4-86176-115-7
- ToHeart2 first period （2005年3月・宙出版） ISBN 978-4-7767-1579-5
- AIR コミックアンソロジー きみのいる場所 （2005年4月・ブロッコリー） ISBN 978-4-86176-143-0
- ギャラクシーエンジェル コミックアンソロジー エンジェルフルコース Vol.2 （2005年4月・ブロッコリー） ISBN 978-4-86176-142-3
- D.C.〜ダ・カーポ〜　コラボレーションコミックス 初音島コンチェルト （2005年4月・角川書店） ISBN 978-4-04-853851-0
- ひぐらしのなく頃に 〜the third case〜 （2005年4月・宙出版） ISBN 978-4-7767-1601-3
- MELTY BLOOD 13 （2005年4月・宙出版） ISBN 978-4-7767-1598-6
- Soul Link  （2005年5月・宙出版） ISBN 978-4-7767-1620-4
- Fate/stay night 7 （2005年5月・宙出版） ISBN 978-4-7767-1621-1
- ToHeart2 second period （2005年6月・宙出版） ISBN 978-4-7767-1658-7
- ひぐらしのなく頃に 〜the fourth case〜 （2005年6月・宙出版） ISBN 978-4-7767-1651-8
- MELTY BLOOD ハートフル4コマ （2005年6月・宙出版） ISBN 978-4-7767-1649-5
- Tears to Tiara  （2005年7月・宙出版） ISBN 978-4-7767-1664-8
- WILD ARMS the 4th Detonator  （2005年7月・宙出版） ISBN 978-4-7767-1666-2
- Fate/stay night 8 （2005年7月・宙出版） ISBN 978-4-7767-1663-1
- ToHeart2 〜あなたが恋する物語〜 2 （2005年8月・ブロッコリー） ISBN 978-4-86176-214-7
- ToHeart2 third period （2005年8月・宙出版） ISBN 978-4-7767-1722-5
- D.C.〜ダ・カーポ〜　ダブルサイドストーリー Vol.2 （2005年8月・角川書店） ISBN 978-4-04-853886-2
- D.C.〜ダ・カーポ〜　キャラクターコミック Ver.朝倉音夢 2 （2005年9月・ブロッコリー） ISBN 978-4-86176-215-4
- D.C.〜ダ・カーポ〜　キャラクターコミック Ver.白河ことり 2 （2005年9月・ブロッコリー） ISBN 978-4-86176-223-9
- ハートフル4コマ ToHeart 2 （2005年9月・宙出版） ISBN 978-4-7767-1747-8
- プリンセスうぃっちいず  （2005年9月・宙出版） ISBN 978-4-7767-1726-3
- Fate/stay night 9 （2005年9月・宙出版） ISBN 978-4-7767-1751-5
- MELTY BLOOD ハートフル4コマ 2 （2005年10月・宙出版） ISBN 978-4-7767-1774-4
- 4コママンガ笑スタジアム WILD ARMS the 4th Detonator （2005年10月・宙出版） ISBN 978-4-7767-1768-3
- Fate/stay night 10 （2005年11月・宙出版） ISBN 978-4-7767-1798-0

<2006年>
- Fate/stay night 11 （2006年2月・宙出版） ISBN 978-4-7767-1888-8
- Fate/hollow ataraxia 2 （2006年3月・宙出版） ISBN 978-4-7767-1919-9
- Fate/stay night 12 （2006年4月・宙出版） ISBN 978-4-7767-1931-1
- Fate/hollow ataraxia 3 （2006年5月・宙出版） ISBN 978-4-7767-1949-6
- バジリスク 甲賀忍法帖 ビジュルコミックアンソロジー （2006年6月・宙出版） ISBN 978-4-7767-9271-0
- Fate/stay night 13 プラス4コマ （2006年6月・宙出版） ISBN 978-4-7767-1968-7
- 人妻コスプレ喫茶 2 （2006年7月・オークス） ISBN 978-4-86105-369-6
- Fate/hollow ataraxia 4 （2006年7月・宙出版） ISBN 978-4-7767-1986-1
- Fate/stay night 14 プラス4コマ （2006年8月・宙出版） ISBN 978-4-7767-2019-5
- マジキュー4コマ ひぐらしのなく頃に 1 （2006年8月・エンターブレイン） ISBN 978-4-7577-2959-9
- マジキュー4コマ Fate/stay night CLIMAX! 4 （2006年8月・エンターブレイン） ISBN 978-4-7577-2909-4
- ハートフル4コマ Fate/hollow ataraxia （2006年9月・宙出版） ISBN 978-4-7767-2038-6
- マジキュー4コマ つよきす 〜Mighty Heart〜 1 （2006年9月・エンターブレイン） ISBN 978-4-7577-2963-6
- Summer Days  （2006年10月・オークス） ISBN 978-4-86105-387-0
- ハートフル4コマ Fate/stay night （2006年10月・宙出版） ISBN 978-4-7767-2060-7
- マジキュー4コマ Fate/stay night CLIMAX! 5 （2006年10月・エンターブレイン） ISBN 978-4-7577-2995-7
- ひぐらしのなく頃に 〜the fifth case〜 （2006年11月・宙出版） ISBN 978-4-7767-2089-8
- Fate/hollow ataraxia 5 （2006年11月・宙出版） ISBN 978-4-7767-2037-9
- Kanonアンソロジーコミックス ベストセレクション 1 （2006年12月・宙出版） ISBN 978-4-7767-2116-1
- Fate/stay night 15 （2006年12月・宙出版） ISBN 978-4-7767-2112-3
- マジキュー4コマ つよきす 〜Mighty Heart〜 2 （2006年12月・エンターブレイン） ISBN 978-4-7577-3081-6
- マジキュー4コマ Fate/stay night CLIMAX! 6 （2006年12月・エンターブレイン） ISBN 978-4-7577-3082-3

<2007年>
- Kanonアンソロジーコミックス ベストセレクション 2 （2007年1月・宙出版） ISBN 978-4-7767-2139-0
- ひぐらしのなく頃に 〜the seventh case〜 （2007年1月・宙出版） ISBN 978-4-7767-2138-3
- Fate/hollow ataraxia 6 （2007年1月・宙出版） ISBN 978-4-7767-2137-6
- Fate/hollow ataraxia アンソロジーコミック 7 （2007年1月・エンターブレイン） ISBN 978-4-7577-3336-7
- マジキュー4コマ Fate/stay night CLIMAX! 7 （2007年2月・エンターブレイン） ISBN 978-4-7577-3356-5
- Fate/stay night 4コマアンソロジーコミックス （2007年3月・ホビージャパン） ISBN 978-4-89425-542-5
- Fate/hollow ataraxia アンソロジーコミック 8 （2007年3月・エンターブレイン） ISBN 978-4-7577-3442-5
- マジキュー4コマ 乙女はお姉さまに恋してる （2007年3月・エンターブレイン） ISBN 978-4-7577-3443-2
- ひぐらしのなく頃に〜the eighth case〜 （2007年4月・宙出版） ISBN 978-4-7767-2194-9
- Fate/hollow ataraxia 7 （2007年4月・宙出版） ISBN 978-4-7767-2204-5
- マジキュー4コマ Fate/stay night CLIMAX! 8 （2007年4月・エンターブレイン） ISBN 978-4-7577-3512-5
- マジキュー4コマ 乙女はお姉さまに恋してる 2 （2007年5月・エンターブレイン） ISBN 978-4-7577-3602-3
- マジキュー4コマ 恋姫無双 〜ドキッ★乙女だらけの三国志演義〜 1 （2007年6月・エンターブレイン） ISBN 978-4-7577-3546-0
- マジキュー4コマ ひぐらしのなく頃に 5 （2007年7月・エンターブレイン） ISBN 978-4-7577-3653-5
- マジキュー4コマ Fate/stay night CLIMAX! 9 （2007年6月・エンターブレイン） ISBN 978-4-7577-3596-5
- Fate/hollow ataraxia 9 （2007年8月・宙出版） ISBN 978-4-7767-2276-2
- マジキュー4コマ 恋姫無双 〜ドキッ★乙女だらけの三国志演義〜 2 （2007年8月・エンターブレイン） ISBN 978-4-7577-3706-8
- マジキュー4コマ Fate/stay night CLIMAX! 10 （2007年8月・エンターブレイン） ISBN 978-4-7577-3704-4
- マジキュー4コマ 乙女はお姉さまに恋してる 3 （2007年8月・エンターブレイン） ISBN 978-4-7577-3705-1
- SCHOOL DAYS  〜言葉 編〜 （2007年9月・オークス） ISBN 978-4-86105-477-8
- うみねこのなく頃に the first case （2007年10月・宙出版） ISBN 978-4-7767-2335-6
- 彗聖天使プリマヴェール Zwei  （2007年10月・オークス） ISBN 978-4-86105-483-9
- マジキュー4コマ 恋姫無双 〜ドキッ★乙女だらけの三国志演義〜 3 （2007年10月・エンターブレイン） ISBN 978-4-7577-3812-6
- マジキュー4コマ ひぐらしのなく頃に 6 （2007年9月・エンターブレイン） ISBN 978-4-7577-3730-3
- マジキュー4コマ 乙女はお姉さまに恋してる 4 （2007年10月・エンターブレイン） ISBN 978-4-7577-3813-3
- Fate/zero  （2007年11月・宙出版） ISBN 978-4-7767-2342-4
- マジキュー4コマ Fate/Zero 1 （2007年11月・エンターブレイン） ISBN 978-4-7577-3839-3
- リトルバスターズ! （2007年11月・宙出版） ISBN 978-4-7767-2354-7
- Fate/hollow ataraxia 10 （2007年12月・宙出版） ISBN 978-4-7767-2376-9
- マジキュー4コマ 恋姫無双 〜ドキッ★乙女だらけの三国志演義〜 4 （2007年12月・エンターブレイン） ISBN 978-4-7577-3911-6
- リトルバスターズ! 2 （2007年12月・宙出版） ISBN 978-4-7767-2378-3

<2008年>
- マジキュー4コマ Fate/stay night CLIMAX! 12 （2008年1月・エンターブレイン） ISBN 978-4-7577-3993-2
- リトルバスターズ! 3 （2008年1月・宙出版） ISBN 978-4-7767-2414-8
- Fate/zero 2 （2008年2月・宙出版） ISBN 978-4-7767-2436-0
- マジキュー4コマ 乙女はお姉さまに恋してる 6 （2008年2月・エンターブレイン） ISBN 978-4-7577-4021-1
- マジキュー4コマ Fate/hollow ataraxia 2 （2008年2月・エンターブレイン） ISBN 978-4-7577-4020-4
- うみねこのなく頃に the third case （2008年3月・宙出版） ISBN 978-4-7767-2471-1
- マジキュー4コマ Fate/Zero 2 （2008年3月・エンターブレイン） ISBN 978-4-7577-4092-1
- ひぐらしのなく頃に 〜the thirteenth case〜 （2008年4月・宙出版） ISBN 978-4-7767-2463-6
- ひぐらしのなく頃に 〜the seventeenth case〜 （2008年4月・宙出版） ISBN 978-4-7767-2540-4
- マジキュー4コマ 恋姫無双 〜ドキッ★乙女だらけの三国志演義〜 6（2008年4月・エンターブレイン） ISBN 978-4-7577-4169-0
- マジキュー4コマ Fate/hollow ataraxia 3 （2008年4月・エンターブレイン） ISBN 978-4-7577-4166-9
- キラ☆キラ ANTHOLOGY COMICS TRACKS （2008年5月・宙出版） ISBN 978-4-7767-2499-5
- マジキュー4コマ Fate/stay night CLIMAX! 13 （2008年5月・エンターブレイン） ISBN 978-4-7577-4245-1
- マジキュー4コマ 恋姫無双 〜ドキッ★乙女だらけの三国志演義〜 7 （2008年6月・エンターブレイン） ISBN 978-4-7577-4274-1
- マジキュー4コマ Fate/hollow ataraxia 4 （2008年6月・エンターブレイン） ISBN 978-4-7577-4275-8
- マジキュー4コマ Fate/stay night CLIMAX! 14 （2008年7月・エンターブレイン） ISBN 978-4-7577-4339-7
- マジキュー4コマ 恋姫無双 〜ドキッ★乙女だらけの三国志演義〜 8 （2008年8月・エンターブレイン） ISBN 978-4-7577-4381-6
- マジキュー4コマ Fate/hollow ataraxia 5 （2008年8月・エンターブレイン） ISBN 978-4-7577-4379-3
- ひぐらしのなく頃に〜the nineteenth case〜 （2008年9月・宙出版） ISBN 978-4-7767-2590-9
- マジキュー4コマ 劇場版 空の境界 1 （2008年9月・エンターブレイン） ISBN 978-4-7577-4426-4
- マジキュー4コマ 恋姫無双 〜ドキッ★乙女だらけの三国志演義〜 9 （2008年10月・エンターブレイン） ISBN 978-4-7577-4494-3
- マジキュー4コマ Fate/stay night CLIMAX! 15 （2008年10月・エンターブレイン） ISBN 978-4-7577-4492-9
- マジキュー4コマ 劇場版 空の境界 2 （2008年11月・エンターブレイン） ISBN 978-4-7577-4533-9
- マジキュー4コマ Fate/hollow ataraxia 6 （2008年12月・エンターブレイン） ISBN 978-4-7577-4595-7

<2009年>
- マジキュー4コマ 劇場版 空の境界 3 （2009年1月・エンターブレイン） ISBN 978-4-7577-4673-2
- ひぐらしのなく頃に アンソロジーMAXIMUM （2009年2月・文苑堂） ISBN 978-4-904293-14-0
- マジキュー4コマ Fate/stay night CLIMAX! 16 （2009年2月・エンターブレイン） ISBN 978-4-7577-4691-6
- マジキュー4コマ 劇場版 空の境界 New Border （2009年3月・エンターブレイン） ISBN 978-4-7577-4777-7
- マジキュー4コマ 俺たちに翼はない 1 （2009年4月・エンターブレイン） ISBN 978-4-7577-4845-3
- マジキュー4コマ 劇場版 空の境界 New Border 2 （2009年5月・エンターブレイン） ISBN 978-4-7577-4904-7
- マジキュー4コマ 俺たちに翼はない 2 （2009年6月・エンターブレイン） ISBN 978-4-7577-4927-6
- マジキュー4コマ うみねこのなく頃に 餐 1 （2009年7月・エンターブレイン） ISBN 978-4-7577-5002-9
- マジキュー4コマ うみねこのなく頃に 餐 2 （2009年8月・エンターブレイン） ISBN 978-4-7577-5019-7
- 狼と香辛料 電撃コミックアンソロジー （2009年9月・アスキー・メディアワークス） ISBN 978-4-04-868035-6
- おきらく戦国まんが 直江兼続と愉快な仲間たち （2009年9月・マイクロマガジン社） ISBN 978-4-89637-324-0
- マジキュー4コマ うみねこのなく頃に 餐 3 （2009年9月・エンターブレイン） ISBN 978-4-04-726007-8
- マジキュー4コマ プリンセスラバー！ 1 （2009年9月・エンターブレイン） ISBN 978-4-04-726008-5
- マジキュー4コマ プリンセスラバー！ 2 （2009年10月・エンターブレイン） ISBN 978-4-04-726078-8
- アニカラめいつ キュン萌えソング編 （2009年11月・文苑堂） ISBN 978-4-90478-800-4
- マジキュー4コマ 真剣で私に恋しなさい! 1 （2009年11月・エンターブレイン） ISBN 978-4-04-726121-1
- マジキュー4コマ プリンセスラバー！ 3 （2009年12月・エンターブレイン） ISBN 978-4-04-726214-0

<2010年>
- マジキュー4コマ うみねこのなく頃に 餐 6 （2010年3月・エンターブレイン） ISBN 978-4-04-726406-9
- マジキュー4コマ ましろ色シンフォニー 1 （2010年3月・エンターブレイン） ISBN 978-4-04-726285-0
- マジキュー4コマ うみねこのなく頃に 餐 7 （2010年5月・エンターブレイン） ISBN 978-4-04-726552-3
- マジキュー4コマ 真剣で私に恋しなさい! 5 （2010年7月・エンターブレイン） ISBN 978-4-04-726660-5
- マジキュー4コマ 真剣で私に恋しなさい! 6 （2010年9月・エンターブレイン） ISBN 978-4-04-726772-5
- マジキュー4コマ 真剣で私に恋しなさい! 7 （2010年11月・エンターブレイン） ISBN 978-4-04-726881-4
- アース・スター コミックス クドわふたー （2010年12月・泰文堂） ISBN 978-4-8030-0220-1

<2011年>
- マジキュー4コマ 真剣で私に恋しなさい! 8 （2011年1月・エンターブレイン） ISBN 978-4-04-727017-6
- アース・スター コミックス 真・恋姫†無双 〜萌将伝〜 一 （2011年1月・泰文堂） ISBN 978-4-8030-0232-4
- マジキュー4コマ 真剣で私に恋しなさい! 9 （2011年3月・エンターブレイン） ISBN 978-4-04-727160-9
- アース・スター コミックス 真・恋姫†無双 〜萌将伝〜 二 （2011年3月・泰文堂） ISBN 978-4-8030-0246-1
- アース・スター コミックス 真・恋姫†無双 〜萌将伝〜 三 （2011年4月・泰文堂） ISBN 978-4-8030-0249-2
- マジキュー4コマ 真剣で私に恋しなさい! 10 （2011年5月・エンターブレイン） ISBN 978-4-04-727289-7
- アース・スター コミックス 真・恋姫†無双 〜萌将伝〜 四 （2011年5月・泰文堂） ISBN 978-4-8030-0259-1
- アース・スター コミックス 真・恋姫†無双 〜萌将伝〜 五 （2011年7月・アース・スター コミックス） ISBN 978-4-8030-0262-1
- アース・スター コミックス 真・恋姫†無双 〜萌将伝〜 六 （2011年8月・アース・スター コミックス） ISBN 978-4-8030-0273-7
- アース・スター コミックス　ひぐらしのなく頃に煌　妖戦し編-努- （2011年9月・アース・スター コミックス） ISBN 978-4-8030-0277-5
- マジキュー4コマ 真剣で私に恋しなさい! 11 （2011年9月・エンターブレイン） ISBN 978-4-04-727533-1
- アース・スター コミックス 真・恋姫†無双 〜萌将伝〜 七 （2011年10月・アース・スター コミックス） ISBN 978-4-04-726881-4
- マジキュー4コマ すーぱーそにこみっく(1) （2011年10月・エンターブレイン） ISBN 978-4-04-727650-5
- アース・スター コミックス すーぱーそに子 （2011年11月・アース・スター コミックス） ISBN 978-4-8030-0293-5
- マジキュー4コマ 真剣で私に恋しなさい! 12 （2011年11月・エンターブレイン） ISBN 978-4-04-727732-8
- マジキュー4コマ Fate/Zero 四コマ聖杯戦争(1) （2011年11月・エンターブレイン） ISBN 978-4-04-728121-9
- Fate/stay nightアンソロジー傑作選(上) （2011年11月・エンターブレイン） ISBN 978-4-04-727733-5
- Fate/stay nightアンソロジー傑作選(下) （2011年11月・エンターブレイン） ISBN 978-4-04-727734-2
- アース・スター コミックス 真・恋姫†無双 〜萌将伝〜 八 （2011年12月・アース・スター コミックス） ISBN 978-4-8030-0300-0
- マジキュー4コマ 4コマ ランス・クエスト（1） （2011年12月・エンターブレイン） ISBN 978-4-04-727814-1

<2012年>
- アース・スター コミックス 真・恋姫†無双 〜萌将伝〜 九 （2012年2月・アース・スター コミックス） ISBN 978-4-8030-0315-4
- マジキュー4コマ 真剣で私に恋しなさい！S（1） （2012年3月・エンターブレイン） ISBN 978-4-7580-0687-3
- アース・スター コミックス 真・恋姫†無双 〜萌将伝〜 十 （2012年4月・アース・スター コミックス） ISBN 978-4-8030-0327-7
- フォトカノ 電撃コミックアンソロジー （2012年4月・アスキー・メディアワークス） ISBN 978-4-04-886587-6
- マジキュー4コマ Fate/Zero 四コマ聖杯戦争(3) （2012年5月・エンターブレイン） ISBN 978-4-04-728121-9
- アース・スター コミックス 真・恋姫†無双 〜萌将伝〜 十一 （2012年6月・アース・スター コミックス） ISBN 978-4-8030-0344-4
- マジキュー4コマ 真剣で私に恋しなさい！S（3） （2012年7月・エンターブレイン） ISBN 978-4-04-728284-1
- アース・スター コミックス 真・恋姫†無双 〜萌将伝〜 十二 （2012年8月・アース・スター コミックス） ISBN 978-4-8030-0378-9
- マジキュー4コマ 魔法使いの夜（1）（2012年8月・エンターブレイン） ISBN 978-4-04-728282-7
- マジキュー4コマ 真剣で私に恋しなさい！S（4） （2012年9月・エンターブレイン） ISBN 978-4-04-728366-4
- マジキュー4コマ ココロコネクト(2) （2012年9月・エンターブレイン） ISBN 978-4-04-728439-5
- アース・スター コミックス 真・恋姫†無双 〜萌将伝〜 十三 （2012年10月・アース・スター コミックス） ISBN 978-4-8030-0389-5
- マジキュー4コマ 魔法使いの夜（2）（2012年10月・エンターブレイン） ISBN 978-4-04-728526-2
- 名作文学アンソロジー 太宰治編 人間失格（2012年11月・竹書房） ISBN 978-4-8124-8032-8
- マジキュー4コマ 真剣で私に恋しなさい！S（5）（2012年11月・エンターブレイン）  ISBN 978-4-7580-4473-8
- アース・スター コミックス 真・恋姫†無双 〜萌将伝〜 十四 （2012年12月・アース・スター コミックス） ISBN 978-4-8030-0410-6

<2013年>
- マジキュー4コマ 真剣で私に恋しなさい！S（6）（2013年1月・エンターブレイン） ISBN 978-4-04-728646-7
- アース・スター コミックス 真・恋姫†無双 〜萌将伝〜 十五 （2013年2月・アース・スター コミックス） ISBN 978-4-8030-0424-3
- マジキュー4コマ 真・恋姫†無双 萌将伝（15）（2013年2月・エンターブレイン） ISBN 978-4-04-728709-9
- マジキュー4コマ 真剣で私に恋しなさい！S（7）（2013年3月・エンターブレイン） ISBN 978-4-04-728773-0
- アース・スター コミックス 真・恋姫†無双 〜萌将伝〜 十六 （2013年4月・アース・スター コミックス） ISBN 978-4-8030-0464-9
- アース・スター コミックス 真・恋姫†無双 〜萌将伝〜 十七 （2013年6月・アース・スター コミックス） ISBN 978-4-8030-0482-3
- アース・スター コミックス 真・恋姫†無双 〜萌将伝〜 十八 （2013年9月・アース・スター コミックス） ISBN 978-4-8030-0490-8
- アース・スター コミックス 真・恋姫†無双 〜萌将伝〜 恋ノ祭編秋 （2013年10月・アース・スター コミックス） ISBN 978-4-8030-0514-1
- アース・スター コミックス 真・恋姫†無双 〜萌将伝〜 十九 （2013年12月・アース・スター コミックス） ISBN 978-4-8030-0516-5

<2014年>
- アース・スター コミックス 真・恋姫†無双 〜萌将伝〜 恋ノ祭編冬 （2014年2月・アース・スター コミックス） ISBN 978-4-8030-0541-7
- アース・スター コミックス 真・恋姫†無双 〜萌将伝〜 二十 （2014年3月・アース・スター コミックス） ISBN 978-4-8030-0542-4
- アース・スター コミックス 真・恋姫†無双 〜萌将伝〜 二十一 （2014年5月・アース・スター コミックス） ISBN 978-4-8030-0577-6
- アース・スター コミックス 真・恋姫†無双 〜萌将伝〜 恋ノ祭編夏二 （2014年6月・アース・スター コミックス） ISBN 978-4-8030-0581-3
- アース・スター コミックス 真・恋姫†無双 〜萌将伝〜 二十二 （2014年7月・アース・スター コミックス） ISBN 978-4-8030-0582-0
- アース・スター コミックス 真・恋姫†無双 〜萌将伝〜 恋ノ祭編 秋二 （2014年8月・アース・スター コミックス） ISBN 978-4-8030-0583-7
- アース・スター コミックス 真・恋姫†無双 〜萌将伝〜 二十三 （2014年9月・アース・スター コミックス） ISBN 978-4-8030-0597-4
- ペルソナＱ シャドウ オブ ザ ラビリンス 電撃コミックアンソロジー （2014年9月・アスキー・メディアワークス）ISBN 978-4-04-866793-7
- アース・スター コミックス 真・恋姫†無双 〜萌将伝〜 二十四 （2014年10月・アース・スター コミックス） ISBN 978-4-8030-0610-0
- アース・スター コミックス 真・恋姫†無双 〜萌将伝〜 二十五 （2014年11月・アース・スター コミックス） ISBN 978-4-8030-0639-1
- アース・スター コミックス 真・恋姫†無双 〜萌将伝〜 恋ノ祭編 冬二 （2014年12月・アース・スター コミックス） ISBN 978-4-8030-0642-1
- コミックWCCF-監督たちのカード収集日記- （2014年12月・エンターブレイン）＊作画のみ担当 ISBN 978-4-04-729974-0

<2015年>
- アース・スター コミックス 真・恋姫†無双 〜萌将伝〜 二十六 （2015年1月・アース・スター コミックス） ISBN 978-4-8030-0686-5
- アース・スター コミックス 真・恋姫†無双 〜萌将伝〜 画竜点睛之巻 （2015年2月・アース・スター コミックス） ISBN 978-4-8030-0687-2
- アース・スター コミックス 真・恋姫†無双 〜萌将伝〜 画竜点睛之巻 弐 （2015年3月・アース・スター コミックス） ISBN 978-4-8030-0715-2
- アース・スター コミックス 真・恋姫†無双 〜萌将伝〜 画竜点睛之巻 参 （2015年4月・アース・スター コミックス） ISBN 978-4-8030-0725-1
- アース・スター コミックス 真・恋姫†無双 〜萌将伝〜 好色祭之巻 壱 （2015年5月・アース・スター コミックス） ISBN 978-4-8030-0726-8
- アース・スター コミックス 真・恋姫†無双 〜萌将伝〜 好色祭之巻 弐 （2015年6月・アース・スター コミックス） ISBN 978-4-8030-0745-9
- アース・スター コミックス 真・恋姫†無双 〜萌将伝〜 好色祭之巻 参 （2015年7月・アース・スター コミックス） ISBN 978-4-8030-0756-5
- アース・スター コミックス 真・恋姫†無双 〜萌将伝〜 好色祭之巻 肆 （2015年8月・アース・スター コミックス） ISBN 978-4-8030-0759-6
- アース・スター コミックス 真・恋姫†無双 〜萌将伝〜 悶姫之巻 1 （2015年11月・アース・スター コミックス） ISBN 978-4-8030-0827-2
- アース・スター コミックス 真・恋姫†無双 〜萌将伝〜 悶姫之巻 2 （2015年12月・アース・スター コミックス） ISBN 978-4-8030-0832-6

<2016年>
- アース・スター コミックス 真・恋姫†無双 〜萌将伝〜 悶姫之巻 4 （2016年2月・アース・スター コミックス） ISBN 978-4-8030-0857-9
- アース・スター コミックス 真・恋姫†無双 〜萌将伝〜 悶姫之巻 5 （2016年3月・アース・スター コミックス）  ISBN 978-4-8030-0907-1

## 参加ムック
- 攻殻機動隊 STAND ALONE COMPLEX ビジュアルブック （2004年7月・ホビージャパン） ISBN 978-4-89425-341-4
- 攻殻機動隊 STAND ALONE COMPLEX 特別編 TACHIKOMA FILE （2005年9月・ホビージャパン） ISBN 978-4-89425-381-0
- 攻殻機動隊 STAND ALONE COMPLEX 2nd GIG ビジュアルブック （2006年3月・ホビージャパン） ISBN 978-4-89425-414-5
- 攻殻機動隊 STAND ALONE COMPLEX Solid State Society ビジュアルブック （2007年1月・ホビージャパン） ISBN 978-4-89425-505-0

※全て4コマ漫画で参加。

## 参加カードゲーム（イラスト）
- Mignion Collection season.1 〜ネコミミエディション〜 （2001年4月・エポック社）
- モンスターメーカーTCGリザレクション （2001年・エポック社）
- リセ バージョン TYPE-MOON2.0 （2006年7月・Silver Blitz）
- リセ バージョン ニトロプラス1.0 （2007年12月・Silver Blitz）
- リセ バージョン 07th Expansion1.0 （2008年3月・Silver Blitz）
- リセ バージョン プロダクションぺんしる1.0 （2008年8月・Silver Blitz）
- ひぐらしうみねこカードバトル イラスト（2011年 - ・株式会社そらゆめ）

## その他
- コピックマルチライナー総合パンフレット （Too）＊イラスト
- 電撃黒マ王 VOL.7 付録「クイーンズブレイド COMPLETE FAN BOOK」 （2009年3月・アスキー・メディアワークス）
- 電撃マ王 9月号 付録「狼と香辛料」 （2009年7月・アスキー・メディアワークス）